# 包紫臣
包紫臣（1951年—），男，蒙古族，辽宁沈阳人，曾任本溪矿业有限责任公司董事长。
先后获得中华慈善突出贡献（个人）奖、中华全国总工会授予的“全国五一劳动奖章”、中央统战部授予“为小康建设作出突出贡献先进个人”、改革开放30年辽宁省功勋企业家、辽宁省首届建设者奖章、辽宁省十大经济人物、辽宁省首届最具社会责任十大企业家、辽宁省杰出民营企业家、辽宁省劳动模范、本溪市拥军爱民先进个人、本溪市诚信纳税人、本溪市慈善助学先进个人、本溪市抗震救灾先进个人、本溪市优秀中国特色社会主义事业建设者。
第十二届全国人大代表、辽宁省慈善总会副会长、辽宁省政协委员。2016年9月因拉票贿选被确定当选无效。